# 1995年鐵路
此條目列出1995年發生有關鐵路運輸的事件。

## 事件

### 3月
- 3月20日：發生東京地鐵沙林毒氣事件，導致12人死亡，過千人受傷[1]。
- 3月26日：九廣鐵路九廣輕鐵天水圍支線第一階段剩餘段通車，由天瑞站延伸至天水圍總站（現為天榮站）。

### 4月
- 4月1日：越後交通長岡線廢除，千葉急行電鐵（日语：千葉急行電鉄）千葉急行線、北總開發鐵道北總·公團線、大阪府都市開發泉北高速鐵道線延伸。
- 4月7日：華沙地鐵通車。

### 5月
- 5月6日：哈爾科夫地鐵阿列克謝耶夫線通車。

### 7月
- 7月3日：明斯克地鐵汽車廠線由伏龍芝站（英语：Frunzenskaya (Minsk Metro)）延長至普希金站（英语：Pushkinskaya (Minsk Metro)）。
- 7月25日：發生巴黎地鐵爆炸（英语：1995 Paris Metro bombing），8人死亡。

### 8月
- 8月1日：千葉都市單軌電車1號線延伸至千葉港站。
- 8月12日：洛杉磯軌道交通綠線通車。
- 8月14日：馬來西亞首個電力通勤鐵路服務，KTM通勤鐵路開始營運。
- 8月21日：奧斯陸電車維卡線（英语：Vika Line）通車。

### 9月
- 9月4日：深名線停運。

### 11月
- 11月1日：百合鷗東京臨海新交通臨海線通車，來往新橋站（臨時）至有明站。
- 11月1日：西岸快車通車。
- 11月11日：畢爾包地鐵1號線（英语：Line 1 (Metro Bilbao)）通車。
- 11月15日：首爾地鐵5號線往十里站至上一洞站通車。
- 11月20日：莫斯科地鐵卡霍夫卡線自莫斯科河畔線分拆出來。
- 11月30日：麥德林地鐵通車。

### 12月
- 12月1日：集通鐵路通車。
- 12月28日：莫斯科地鐵柳布林諾－德米特羅夫線通車。
- 12月29日：聶伯城地鐵中央－工廠線（英语：Tsentralno–Zavodska line）通車。